# Friedrich Ebenhöch
Friedrich Georg Hermann Joseph Ebenhöch (* 7. April 1714 in Würzburg (Dompfarrei); † 9. August 1786 ebenda) war ein Jurist, hochfürstlich würzburgischer Hof- und Konsistorialrat und Senior des Stadtmagistrats.

## Leben
Ebenhöch, der jüngste von sechs Söhnen des fürstbischöflichen Geheimer Rats und Oberbürgermeister der Stadt Würzburg Johann Wilhelm Ebenhöch (* 3. April 1683 in Eibelstadt; † 9. Oktober 1769 in Würzburg) und dessen Ehefrau der ersten Ehe Eva Margarethe, geborene Haye, Tochter des Gewürzhändlers Adam Haye in Würzburg und Witwe des Doktors beider Rechte Johann Theodor Sutor († um 1700), Assessor und Verwalter beim Landgericht Würzburg, war als Jurist Lizentiat der Rechtswissenschaften, wurde 1740 Stadtsyndikus, 1742 Stadtrat und Syndikus des Kollegiatstifts Neumünster in Würzburg mit einer Wappenpräsentation im Silbernen Ratsbuch der Stadt Würzburg. Als Senior des Stadtmagistrats erhielt er 1749 die Ernennung zum hochfürstlich würzburgischen Konsistorialrat und 1771 zum Hofrat. (Würzburger Hof-, Staats- und Standskalender)
Friedrich Georg Ebenhöch war einer der weltlichen Ankläger im Hexenprozess gegen die Nonne Maria Renata Singer von Mossau aus dem Kloster Unterzell bei Würzburg. Der Schuldspruch vom 28. Mai 1749 lautete auf lebendig verbrennen. Dieses Urteil wurde von dem Würzburger Fürstbischof Karl Philipp von Greiffenclau zu Vollraths in Enthauptung und Verbrennen der Leiche gemildert. Das Leben der Maria Renata endete – nach den Protokollen – am 21. Juni 1749 auf dem Richtplatz auf der Mittleren Bastei gegen Höchberg, der späteren Gemarkung Hexenbruch.

## Familie
Friedrich Georg Ebenhöch, seit 1740 verheiratet mit Maria Katharina Theresia Werner, Witwe des fürstbischöflichen Hof- und Konsistorialrat und Oberbürgermeisters der Stadt Würzburg Alexander Werner, hatte den Sohn Franz Wilhelm Adam Ebenhöch (1743–1824), geistlicher Rat des Chorherrenstiftes Neumünster in Würzburg.